# Danny Lockin
Daniel Joseph Lockin, detto Danny (Lanai, 13 luglio 1943 – Anaheim, 21 agosto 1977), è stato un attore, cantante e ballerino statunitense.

## Biografia
È noto soprattutto per aver interpretato il giovane Barnaby nel film di Gene Kelly Hello, Dolly!, con Barbra Streisand (1969). Aveva già ricoperto la parte di Barnaby in sei diversi tour statunitensi del musical a partire dall'inverno 1965 e, dopo il successo del film, ha interpretato il ruolo a Broadway fino alla chiusura definitiva del musical il 27 dicembre 1970. Ha recitato anche in altri musical, tra cui West Side Story (1964), The Sound of Music (1964) e Tom Sawyer (St Louis, 1964).
È stato ucciso la notte del 21 agosto 1977. Lockin si era recato in un gay bar di Garden Grove ed era andato a casa con un uomo conosciuto sul posto, Charles Leslie Hopkins. Hopkins era un medico disoccupato con precedenti penali che, la mattina successiva, telefonò alla polizia dicendo di aver ucciso un ladro che aveva fatto irruzione nel suo appartamento. All'arrivo della polizia, il corpo di Lockin fu ritrovato con più di 100 coltellate; la polizia non credette alla versione di Hopkins, che fu arrestato, processato e condannato a quattro anni di reclusione per omicidio preterintenzionale.
Danny Lockin era bisessuale ed è stato sposato con la ballerina Cathy Haas dal 1967 al 1969. La coppia ha avuto un figlio, Jeremy Daniel Lockin.

## Filmografia

### Cinema
- La donna che inventò lo strip-tease (Gypsy), regia di Mervyn LeRoy (1962)
- Donna d'estate (The Stripper), regia di Franklin J. Schaffner (1963)
- Hello, Dolly!, regia di Gene Kelly (1969)

### Televisione
- The Lieutenant – serie TV, 1 episodio (1963)
- Io e i miei tre figli (My Three Sons) – serie TV, episodio 4x30 (1964)